# Ectropothecium subcallichroides
Ectropothecium subcallichroides är en bladmossart som beskrevs av Hugh Neville Dixon 1932. Ectropothecium subcallichroides ingår i släktet Ectropothecium och familjen Hypnaceae. Inga underarter finns listade i Catalogue of Life.